# 47 Serpentis
47 Serpentis, eller FS Serpentis, är en pulserande variabel av halvregelbunden typ (SR) i stjärnbilden  Ormen.
47 Serpentis varierar mellan visuell magnitud +5,68 och 5,73 utan någon fastställd periodicitet. Den befinner sig på ett avstånd av ungefär 805 ljusår.